# Seydiler (district)
Seydiler is een Turks district in de provincie Kastamonu en telt 4.087 inwoners (2011). Het district heeft een oppervlakte van 221,7 km². Hoofdplaats is Seydiler.
De bevolkingsontwikkeling van het district is weergegeven in onderstaande tabel.
| 1997  | 2000  | 2007  | 2011  |
| ----- | ----- | ----- | ----- |
| 5.270 | 5.269 | 4.274 | 4.087 |